# Српска трилогија
Српска трилогија  је најпознатије дело српског академика Стевана Јаковљевића објављивано од 1935. до 1937. године. У питању је документарна проза посвећена српској војсци и народу у Првом светском рату.
Књига се састоји из три дела: „Деветсточетрнаеста” (1935), „Под Крстом” (1936) и „Капија слободе” (1937).